# Менахем Реканати
Менахем бен-Вениамин Реканати (ок. 1250—1310) — итальянский раввин и каббалист, живший в XIII—XIV веках, в эпоху ришоним. В своих сочинениях постоянно прибегал к философии для доказательства правильности начал каббалы.
Ранний представитель итальяно-еврейской семьи Реканати, происходившей из города Реканати. Сын Вениамина.

## Труды
- «Перуш аль-ха-Тора» — мистический комментарий на Пятикнижие с описанием многих видений и откровений, явившихся автору. Полное название «Перуш аль ха-Тора аль дерех ха-эмет» («Комментарии к истинному толкованию Торы»). Издания:
  - Венеция, 1523;
  - латинский перевод Пико де ла Мирандола, 1557;
  - Люблин, 1595, с комментарием рабби Мордехая Яффе[3].
- «Перуш ха-Тефиллот» и «Тааме ха-Мицвот» — два трактата: каббалистический комментарий к молитвам и символическое объяснение религиозных предписаний; были изданы вместе в Константинополе (1544) и Базеле (1581)[3].
- Сочинение по галахе «Писке галахот» (Болонья, 1538)[3].